# Acestrorhynchus falcatus
Acestrorhynchus falcatus är en fiskart som först beskrevs av Bloch, 1794.  Acestrorhynchus falcatus ingår i släktet Acestrorhynchus och familjen Acestrorhynchidae. Inga underarter finns listade i Catalogue of Life.